# Harriot Eaton Stanton Blatch
Harriot Eaton Stanton Blatch, née le 20 janvier 1856 et morte le 20 novembre 1940, est une écrivaine américaine, une des leaders des suffragettes.

## Biographie
Harriot Stanton Blatch, née le 20 janvier 1856 à Seneca Falls, dans l'État de New York, morte le 20 novembre 1940 à Greenwich, dans le Connecticut, est une leadeuse du mouvement des suffragettes et de l'égalité des droits civiques pour les femmes, elle est également une activiste pour une réforme du droit du travail.
Elle est la sixième des sept enfants de la suffragette Elizabeth Cady Stanton, et de Henry B. Stanton, un abolitionniste, publiciste et journaliste. Harriot est éduquée dans une famille sensibilisée à la vie politique, au militantisme, à l'activisme social. Des leaders de l'époque comme Susan B. Anthony, Sojourner Truth, William Lloyd Garrison et Wendell Phillips font partie du cercle des amis de la famille.
Après avoir obtenu son Bachelor of Arts au Vassar College, en 1878, elle passe une année à la Boston School of Oratory de l' Université de Boston.
Après cela, Harriot anime des conférences avec sa mère, auprès de lycées, de 1879 à 1880.
Sur les conseils de William Lloyd Garrison, elle part faire des conférences en Europe.
De sa mère, Harriot est sensibilisée à la religion unitarienne qui allie rationalité scientifique et activisme réformateur, elle a une vision moniste de l'humanité sacrée, considérant la société comme un tout où chacun doit être intégré.
Elle se marie avec un homme d'affaires anglais, William Henry (Harry) Blatch, le 15 novembre 1882, dans la chapelle Unitarian Little Portland Street Chapel à Londres.
Harriot passe les vingt premières années de son mariage à Basingstoke, en Angleterre, où elle s'implique dans le mouvement des suffragettes britanniques et le socialisme fabianiste.
Harriot, en 1902, revient aux États-Unis, où son travail pour les droits des femmes atteint son apogée.
En janvier 1907, elle devient fondatrice et première présidente de l'Equality League of Self-Supporting Women, plus tard appelée Women's Political Union (Union politique des femmes), et organise une campagne de publicité, d'éducation et d'action civile. En 1908, elle organise des réunions de masse au Cooper Union et des défilés annuels lors du Suffrage Day à New York.
Pour le défilé de 1912, le New-York Tribune rapporte 20 000 manifestants et 80 000 spectateurs.
En 1918, son premier livre, Mobilizing Woman Power, expose un point de vue féministe en faveur de la guerre en tant que source d'égalité de travail pour les femmes.
Horrifiée par les horreurs de la guerre, elle devient pacifiste. En 1920, elle publie son deuxième livre, A Woman's Point of View, Some Roads to Peace.
Le 26 août 1920, son combat aboutit par la ratification du dix-neuvième amendement.
Elle se consacre ensuite au militantisme socialiste.
Les manuscrits de Harriot Stanton Blatch sont déposés et consultables à la bibliothèque du Vassar College